# Nightrain
Nightrain est une chanson écrite par le groupe de hard rock américain Guns N' Roses, il s'agit du troisième titre de leur premier album sorti en 1987, Appetite for Destruction. 
 La chanson rend hommage à une marque infâme de vin californien, le Night Train Express, qui était très apprécié par le groupe au cours de ses premières années en raison de son faible prix et de sa forte contenance en alcool. 
 Cependant, le titre est orthographié différemment, en omettant le 't' de 'train', rendant le titre de la chanson une variante de 'Night Rain'.

## Histoire
Duff McKagan : « On vivait dans un studio de Gardener Street, un placard à balais transformé en chambre. Nous n'avions pas un rond mais nous pouvions quand même trouver de quoi aller nous acheter quelque chose chez le marchand de spiritueux. Alors, il y avait ce vin fabuleux appelé Nightrain qui te cuisait pour un dollar. Cinq dollars et tu étais totalement fait. On tenait à ça. »
L'idée originale de la chanson est venue lorsque Slash et Izzy Stradlin écrivirent le riff principal alors qu'ils étaient assis sur le plancher de la salle de répétition du groupe. Le lendemain, Slash était malade, donc Stradlin finit d'écrire la musique avec Duff McKagan, mais pas les paroles.
La chanson est restée incomplète jusqu'à ce qu'une nuit le groupe descendait une avenue en partageant une bouteille de Night Train. Quelqu'un a crié : « I'm on the Nightrain ! » et toute la bande l'a rejoint, avec Axl Rose qui improvisait des lignes entre les deux : « Bottoms up ! », « File my cup ! » etc. Nightrain est né. Après cette inspiration, le groupe a terminé la chanson en une journée.